# Enola Gay (chanson)
Pour les articles homonymes, voir Enola Gay (homonymie).
Singles de Orchestral Manoeuvres in the Dark
Messages
(1980) Souvenir
(1981)
Enola Gay est le titre d'un des succès musicaux du groupe Orchestral Manoeuvres in the Dark (OMD), sorti le 26 septembre 1980. Cette chanson appartient au courant new wave/synthpop caractérisé, entre autres, par la présence des synthétiseurs, rendant un son très moderne pour l'époque, presque d'avant-garde tout au moins vis-à-vis du grand public.
Le titre de la chanson évoque l'Enola Gay, l'avion Boeing B-29 Superfortress qui, le 6 août 1945, a largué sur la ville de Hiroshima la première Bombe A déployée pour un bombardement stratégique. Bien qu'elle fasse référence à ce célèbre avion, la chanson a parfois été considérée à tort comme étant un supposé coming out des musiciens du groupe, au point même d'être retirée d'un programme télévisuel pour enfants pour cette raison.
Les paroles de la chanson parlent de « Little Boy » et de « 8 h 15 ». Une allusion à Mme Tibbets (Enola Gay Hazard Tibbets, la mère du pilote) apparaîtra dans la chanson d'OMD : Enola gay, is mother proud of little boy today? (little boy, « petit garçon », fait à la fois allusion au colonel Tibbets et à la bombe atomique du même nom).

## Musiciens
- Paul Humphreys – chant, synthétiseurs, orgue, piano électrique et acoustique, programmation rythmique, percussions acoustiques et électroniques
- Andy McCluskey – chant, synthétiseur, basse, orgue, piano acoustique traité, programmation rythmique, percussions acoustiques et électroniques
- Malcolm Holmes – batterie, percussions

## Classements
| Classement (1980–1981)                     | Meilleure position |
| ------------------------------------------ | ------------------ |
| Australie (Kent Music Report)              | 47                 |
| France (SNEP)                              | 4                  |
| Irlande (IRMA)                             | 14                 |
| Italie (FIMI)                              | 1                  |
| Nouvelle-Zélande (RMNZ)                    | 31                 |
| Portugal (Portuguese Singles Chart)        | 1                  |
| Espagne (AFE)                              | 1                  |
| Suisse (Schweizer Hitparade)               | 2                  |
| Royaume-Uni (UK Singles Chart)             | 8                  |
| États-Unis (Billboard Hot Dance Club Play) | 34                 |

## Reprises et utilisations dans d'autres médias
Cette chanson a plus tard été reprise par le groupe The Faint en 2001, par Sash!, par David Guetta & Joachim Garraud en 2003, par Scooter en 2007, par René Binamé en 2011 et par The Hillbilly Moon Explosion en 2011.
Elle a également été utilisée en 2008 par le cinéaste Ari Folman dans son film d'animation Valse avec Bachir : c'est la chanson qu'écoutent les soldats israéliens sur le bateau qui les emmène au Liban pour aller au combat.
En 2009, elle est reprise par le groupe français Nouvelle Vague dans leur album 3.
La chanson est présente dans le film français Rock'n Roll de Guillaume Canet (2017).
L’introduction a été utilisée dans la série Junior de Blackpills en 2017.